# Oakland Raiders 1960
La stagione 1960 dei Oakland Raiders è stata la prima della franchigia nell'American Football League. Sotto la guida del capo-allenatore Eddie Erdelatz la squadra concluse con un bilancio di 6–8, terza su quattro squadre della Western Division. Nella sua annata inaugurale, la squadra adottò come colori sociali il nero e l'oro, prima di passare alle classiche divise nere e argento delle annate successive.
I Raiders furono una delle otto formazioni originali della AFL ad essere accettate nella nuova lega. A causa dell'abbandono della franchigia del Minnesota che preferì passare alla NFL, ad Oakland fu assegnata una franchigia il 30 gennaio 1960. Eddie Erdelatz fu assunto come allenatore nove giorni dopo. Questi proveniva dalla panchina della Texas A&M University ed aveva avuto successo come allenatore della squadra della Marina negli anni cinquanta.
Con la University of California che rifiutò di fare disputare le proprie gare ai Raiders al Memorial Stadium di Berkeley, questi scelsero il Kezar Stadium (casa anche dei 49ers della NFL) a San Francisco come stadio casalingo.

## Scelte nel Draft AFL 1960

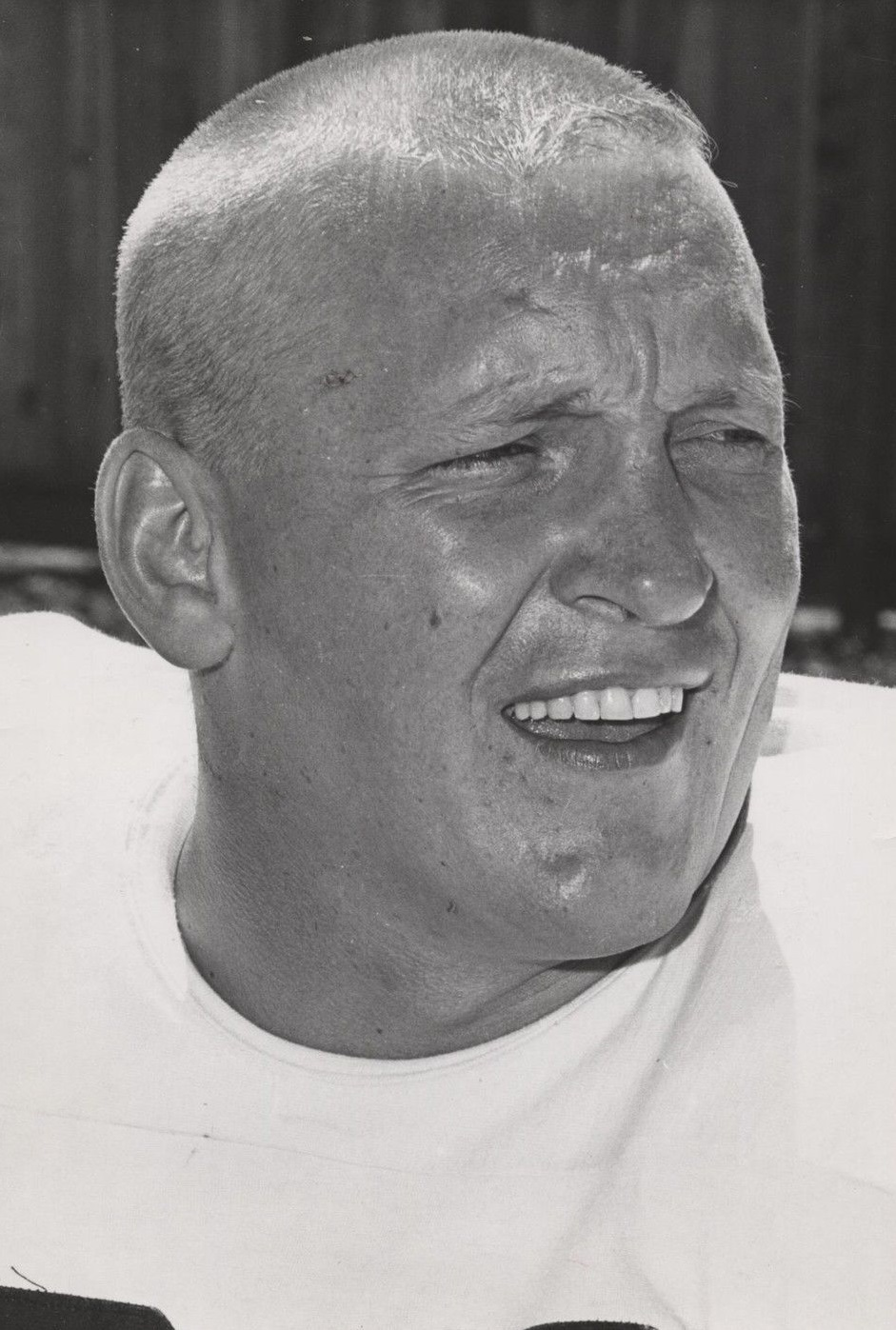
Jim Otto fu scelto dai Raiders nel draft 1960

I Raiders ereditarono le scelte nel Draft della franchigia di Minneapolis. Tra le scelte degne di nota vi fu il centro Jim Otto, che sarebbe stato il titolare dei successivi 15 anni e che fu introdotto nella Pro Football Hall of Fame nel 1980.

## Calendario
| Stagione regolare |                         |           |
| Turno             | Avversario              | Risultato |
| 1                 | Houston Oilers          | S 37–22   |
| 2                 | Dallas Texans           | S 34–16   |
| 3                 | at Houston Oilers       | V 14–13   |
| 4                 | at Denver Broncos       | S 31–14   |
| 5                 | at Dallas Texans        | V 20–19   |
| 6                 | Boston Patriots         | V 27–14   |
| 7                 | at Buffalo Bills        | S 38–9    |
| 8                 | at New York Titans      | V 28–27   |
| 9                 | at Boston Patriots      | S 34–28   |
| 10                | Buffalo Bills           | V 20–7    |
| 12                | at Los Angeles Chargers | S 52–28   |
| 13                | Los Angeles Chargers    | S 41–17   |
| 14                | New York Titans         | S 31–28   |
| 15                | Denver Broncos          | V 48–10   |

## Classifiche
| AFL Western Division |    |   |   |      |     |     |     |      |
|                      | V  | S | P | %    | DIV | PF  | PS  | Str. |
| Los Angeles Chargers | 10 | 4 | 0 | .714 | 5–1 | 373 | 336 | V4   |
| Dallas Texans        | 8  | 6 | 0 | .571 | 4–2 | 362 | 253 | V3   |
| Oakland Raiders      | 6  | 8 | 0 | .429 | 2–4 | 319 | 388 | V1   |
| Denver Broncos       | 4  | 9 | 1 | .308 | 1–5 | 309 | 393 | S3   |

Nota: I pareggi non venivano conteggiati ai fini della classifica fino al 1972.

## Leader della squadra
Passaggi
Tom Flores – 1.738 yard., 12 TD, 12 INT, 71,8 rating
Corse
Tony Teresa – 139 tent., 608 yard, 6 TD
Ricezioni
Billy Lott – 49 ric., 524 yard., 1 TD